# Округ Алкона (Мичиген)
Алкона (енгл. Alcona County) је округ у америчкој савезној држави Мичиген.

## Демографија
По попису из 2010. године број становника је 10.942, што је 777 (-6,6%) становника мање него 2000. године.
| Група             | 2000.          | 2010.          |
| Белци             | 11.419 (97,4%) | 10.621 (97,1%) |
| Афроамериканци    | 19 (0,2%)      | 13 (0,1%)      |
| Азијати           | 21 (0,2%)      | 25 (0,2%)      |
| Хиспаноамериканци | 81 (0,7%)      | 124 (1,1%)     |
| Укупно            | 11.719         | 10.942         |